# Гватемалска шипоопашата игуана
Гватемалската шипоопашата игуана (Ctenosaura palearis) е вид влечуго от семейство Iguanidae. Видът е застрашен от изчезване.

## Разпространение
Разпространен е в Гватемала.